# Лудолф Ханс Георг фон Арним
Лудолф Ханс Георг фон Арним (на немски: Ludolf Hans Georg von Arnim; * 5 септември 1599 в Магдебург; † 1 септември 1671 в Хоензееден в Саксония-Анхалт) е благородник от стария род Арним от Маркграфство Бранденбург.
Той е единствен син на Йохан Георг I фон Арним (1554 – 1603) и втората му съпруга София фон Алвенслебен (1560 – 1635), вдовица на Лудолф IV фон Бисмарк († 1590), дъщеря на Валентин фон Алвенслебен (1529 – 1594) и Анна София фон Велтхайм († 1565).
Прадядо му Липолд I фон Арним († 1525) купува през 1509 г. селището Хоензееден от фамилията фон Тресков. През 1562 г. там е въведена реформацията. През 1617 г. там се построява нова къща за свещениците. През Тридесетгодишната война (1618 – 1648) селищетто и църквата там са ограбени. Селската църква изгаря.

## Фамилия
Лудолф Ханс Георг фон Арним se jeni 1641 г. за Готлиба Магдалена фон Вулфен. Te имат два сина и три дъщери:
- Фридрих Вилхелм I фон Арним († 27 април 1729, Валтерниенбург)
- Франц Кристиан фон Арним († 1705, Литва)
- Маргарета Елизабет фон Арним († 27 ноември 1668, Хоензееден)
- Маргарета София фон Арним († погребана на 25 март 1708 в Хоензееден), омъжена на 7 юли 1689 г. в Рекендорф за Ханс Ото фон Вагенхузен (Вагеншюц) († 9 февруари 1702, Хоензееден)
- Катарина Доротея фон Арним (* 1650; † 17 октомври 1727, Хоензееден), омъжена за Ханс Кристоф фон Кростевиц